# Skhul
Skhul (Arabisch: مغارة السخول, Maghārat as-Sukhūl, "grot van de geitenlammeren"; Hebreeuws: מערת הגדי, Me’arat ha-Gedi) is een grot en archeologische vindplaats in het natuurreservaat Nahal Me'arot in het Karmelgebergte nabij Athlit rond 20 km ten zuiden van Haifa in Israël.
De kleine karstgrot ligt aan de zuidelijke helling van de Wadi el Mugharet ("Dal der Grotten") welke van het Karmelgebergte naar de Middellandse Zeekust loopt. Ongeveer 100 m stroomafwaarts ligt de Tabungrot, nog dichterbij ligt de grot van el-Wad (Mugharet el-Wad) met de daarvoor gelegen vindplaats van de Natufische cultuur.
Het maakt deel uit van de Werelderfgoedlijst als onderdeel van de Sites van menselijke evolutie van de Karmelberg: de grotten van Nahal Me'arot/Wadi el-Mughara

## Ontdekkingsgeschiedenis
De naam komt van de geitenherders die hier de lammeren uit het gehoor van de kudde verborgen.
In 1928 werd de grot voor het eerst onderzocht door Dorothy Garrod, echter zonder resultaat. Bij opgravingen in 1931 en 1932 werden door Theodore D. McCown, de toenmalige assistent van Garrod, nabij de ingang van de grot de restanten van negen mensachtigen gevonden (Skhul 1 tot 9), welke als neanderthalers geïdentificeerd werden.
De vondsten waren afkomstig uit de middelste van drie bewoningslagen, welke tot het Moustérien behoorde. Later werden nog enige beenderen gevonden die aan op zijn minst één extra individu toebehoorden.
In 1939 werden de fossielen door Arthur Keith en Theodore McCown in een monografie beschreven. Ontbrekende botdelen werden tijdens de preparatie zonder concrete aanknooppunten aangevuld, zodat het nu moeilijk is de originele anatomie te reconstrueren.

## Lijst van fossielen

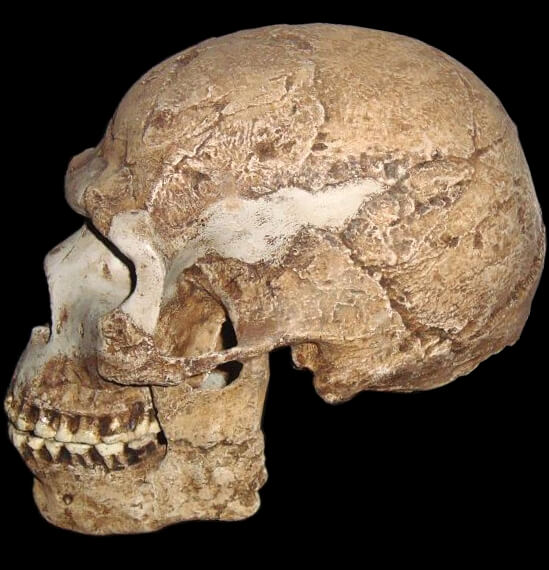
Kopie van gereconstrueerde Skhul 5

Skhul 1Schedeldak van een kind, zonder gezichtsbeenderen, met deel van onderkaak met enige tanden, de kies M1 was nog niet doorgebroken. Met Skhul 5 het best bewaarde fossiel.
Skhul 2Deel van een schedel van een volwassene met delen van de onderkaak.
Skhul 3Delen van het linkerbeen van een volwassen, waarschijnlijk mannelijk individu
Skhul 4Bijna volledig behouden skelet van een waarschijnlijk mannelijk volwassen individu, met sterk gefragmenteerde schedel, grotendeels ontbrekende gezichtsbeenderen en onderkaak met vrijwel volledig gebit
Skhul 5Vrijwel complete schedel van een ouder individu met volledig behouden, sterk afgesleten boventanden en sterk gefragmenteerde onderkaak
Skhul 6Delen van het skelet van een naar schatting 30 tot 35 jaar oude man
Skhul 7Delen van het skelet van een naar schatting 35 tot 40 jaar oude vrouw
Skhul 8Delen van het been van een kind
Skhul 9Delen van het skelet van een naar schatting 50 jaar oude man
Skhul 10Delen van de onderkaak, tanden en bovenarm van een kind

## Datering en interpretatie
Thermoluminescentiedatering gaf in 1998 een leeftijd van 119.000 ± 18.000 BP. Eerder had een elektronspinresonantiedatering maximaal 101.000 ± 12.000 en minimaal 81.000 ± 15.000 gegeven.
De in dezelfde laag als de hominiden gevonden stenen werktuigen werden als een Levallois-Moustériencultuur ingedeeld, welke naar toenmalige inzichten aan de neanderthaler toegeschreven werd.
Met name door Arthur Keith werd beargumenteerd dat de vondsten uit de grotten van Tabun en Amud samen met Skhul 4, 5 en 6 tot dezelfde soort behoorden. Deze werd door McCown en Keith in 1939 als Palaeoanthropus palestinus beschreven. De verschillen werden toegeschreven aan variatie binnen de soort ten gevolge van een snel verlopende evolutie. Desalniettemin werd al in 1939 door McCown niet uitgesloten dat het zich mogelijk om twee verschillende, met elkaar verwante soorten handelde. De vondsten van Tabun waren dan neanderthalers, terwijl die van Skhul dichter bij de vroege moderne mens stonden.
Tegenwoordig worden de fossielen van Skhul meestal als anatomisch moderne mensen ingedeeld, die in het Karmelgebergte gelijktijdig of meermaals afwisselend met neanderthalers leefden. De identificatie is echter nog steeds omstreden.